# Baracé
Baracé település Franciaországban, Maine-et-Loire megyében. Lakosainak száma 629 fő (2022. január 1.). Baracé Seiches-sur-le-Loir, Tiercé, Huillé-Lézigné és Morannes sur Sarthe-Daumeray községekkel határos.

## Népesség
A település népességének változása:
| Lakosok száma | 384  | 312  | 301  | 408  | 526  | 565  | 580  | 604  | 612  | 629  |
|               | 1968 | 1982 | 1990 | 2006 | 2013 | 2015 | 2017 | 2019 | 2020 | 2022 |